# Anahí
Anahí Giovanna Puente Portilla, bolj poznana kot Anahí, mehiška igralka, modna oblikovalka in pevka, * 14. maj 1983, Ciudad de México, Mehika.
Že ko je bila majhna je začela snemati razne reklame sodelovala pa je tudi v številnih filmih, kot sta: Nacidos para morir in Habia una vez una estrella, za nastope v filmih je prejela tudi nagrado Ariel in zlato palmo kot »Najboljša mlada igralka«. Sodelovala je tudi v seriji Chiquilladas, kjer je zapela uvodno pesem »Te doy un besito«, Mujer, casos de la vida real, La hora marcada in La Telaraña.
Potem je začela igrati v nadaljevankah in ene izmed prvih so bile Vivo por Elena, El diaro de Daniela in Mujeres engañadas entre otras med drugimi je leta 2000 dobila svojo prvo glavno vlogo v znameniti telenoveli Primer amor: A 1000 por hora kjer je zaigrala kot Jovana. Leta 2002 se je pridružila nadaljevanki Clase 406. V letu 2004 je dosegla svetovno slavo v mehiški nadaljevanki Rebelde kot Mia Colluci in s tem postala ena izmed 6 članov skupine RBD. Leta 2007 je nastopila tudi v seriji RBD: La Familia. V letu 2011 se je vrnila na televizijske zaslone in sicer v nadaljevanki Dos Hogares kjer je zaigrala skupaj z Carlos Poncem in Sergio Goyriem.
V svetu glasbe je izdala 5 albumov, kot solistka. Prvi njen album se je imenoval Anahi, drugi je bil ¿Hoy es mañana?. Tretji se je imenoval Anclado en mi corazón, izšel je leta 1997, četrti album se je imenoval Baby Blue, izšel pa je leta 2000 in je bil tudi zadnji pred začetkom njenega vstopa v skupino RBD, s katero je prodala več kot 60 milijonov albumov. Leta 2009, je izdala njen peti album z naslovom Mi Delirio. Kot solistka je prodala 6 milijonov kopij, CD Mi Delirio pa je bil razglašen kot eden izmed najboljših eksponentov latino pop glasbe.

## Biografíja

### 1983–1998: otroštvo in začetki kariere
Anahi se je rodila v Cuidad de Mexico, je hčerka Enrique Puente in Marichelo Portilla, in je najmlajša od obeh sester. Ko je bila stara 2 leti se je njena kariera začela v oddaji Chiquilladas, kar nekaj let je pa bil njen obraz podoba Pepsi Cole. Pesem »Te doy un besito« glavna in uvodna pesem te serije namenjena pa je bila za otroke. Anahi je poleg nastopanja na televiziji, sodelovala tudi v filmih kot sta Nacidos para morir in pa Habia una vez una estrella. 
Leta 1993, je Anahi zapela in napisala pesem Mensajero del señor, ki je bila namenjena Papežu || ob obisku v Mehiki. Leta 1995 je sodelovala v telenoveli Alondra s katero je postala bolj prepoznavna po Mehiki. V letu 1996, je izdala njen drugi CD ¿Hoy es mañana?, ki je bil del telenovele Tu y Yo. V letu 1997, je snemala telenoveo Mi pequeña traviesa in hkrati z njo tudi svoj tretji CD Anclado en mi corazón. V letu 1998 je igrala v telenoveli Vivo por Elena in Gotita de amor.

#### 1999–2003: Primer amor in Clase 406
V letu 1996 je sodelovala v telenoveli El diaro de Daniela kot Adela Monroy in v Mujeres engañadas kot Jessica Duarte, v letu 2000 je dobila glavno vlogo v telenoveli Primer amor a mil x hora skupaj z Ano Layevsko in Kuno Beckerjem. Še istega leta je izdala njen četrti album, Baby Blue. Leta 2001 je izšla uvodna pesem za telenovelo Primer amor a mil x hora.
Leta 2002 se je pridružila drugi sezoni nadaljevanke Clase 406 kot Jessica Riquelme.

### 2004–2008: RBD in svetovna slava
Leta 2004, je Anahi dobila eno izmed glavnih vlog v telenoveli Rebelde, kjer je upodobila Mio Colucci. V tej telenoveli je nastala pop skupina, RBD. Novembra leta 2004, so izdali prvi album z naslovom Rebelde, ki je bil zelo velik uspeh za to je skupina 7 mesecev pozneje izdala že drugi album z naslovom Nuestro Amor, ki je presenetil vse in podrl rekorde v prodaji in tako dobil platinasto certifikacijo v samo sedmih urah, s tem so dobili tudi nominacijo za Grammy kot »Najboljši album, pop duo ali skupina.«  Rebelde CD je dobil diamantno certifikacijo za 500.000 prodanih izvodov, kasneje pa je dobil še Diamantno + Zlato certifikacijo za več kot 1.000.000 prodanih izvodov. Njihova prva turneja se je začela v Mehiki z naslovom Tour Generación, razprodali so vse vstopnice v rekordnem času. Nastopili so tudi v »Palacio de los Deportes de México D.F.«, ki ima kapaciteto 15.500 ljudi. Razprodali so vseh 6. koncertov. Prvi mednarodni koncert so imeli v Kolumbiji, obiskali pa so mesta Cali, Medellin in Bogotá.
Leta 2005, je izdala CD Antología. Na tem CD-ju so bili največji hiti s prejšnjo produkcijo: »Hoy es mañana«, »Anclado en mi corazón«, in Baby Blue. Leta 2006 je pravice za njen album Baby Blue kupila založniška hiša Universal Music,CD je izšel junija po vsem svetu. Založniška hiša pa ga je predstavila pod imenm Una Rebelde en solitario. Prodala je 700.000 kopij v Mehiki in več kot milijon kopij po vsem svetu in to je tudi eden izmed njenih najbolj uspešnih albumov. Naslednje leto je izdala še eno različico CD-ja: Antes de ser rebelde z največjim hiti prvih dveh albumov.
Vnema fanov v Južni Ameriki, je skupino vodila do ponovnega snemanja albuma in sicer v portugalščini za vse njihove brazilske fane. Izšel je v novembru leta 2005 imenuje pa se Rebelde-Edição Brasil. V maju leta 2006 so izdali še en album z naslovom Nosso Amor tudi v portugalskem jeziku, in vsak od albumov si je prislužil kar nekaj platinastih certifikacij.
Aprila leta 2006 so izdali njihov drugi CD/DVD z naslovom Live in Hollywood. Oktobra leta 2006, se je skupina vrnila v Río de Janeiro in se tako zapisali v zgodovino kot prva špansko govoreča skupina, ki je imela koncert na stadionu Maracaná, ki je tudi največji stadion na svetu, nastopili pa so pred 120.000 glavo množico, in tam posneli tudi DVD Live in Rio, ki je izšel leta 2007. Hkrati pa so prodali več kot 2.000.000 CD-jev v ZDA. Rebelde je v Španiji povzročila pravo najstniško senzacijo saj je njihov album Rebelde dobil kar 2x platinasto certifikacijo za več kot 200.000 prodanih CD-jev. Rezultat uspešnih nastopov v Španiji je bil edinstven koncert na stadionu Vicente Calderón v Madridu pred več kot 40.000 ljudi. Ta koncert je bil del turneje Celestial World Tour, tam so posneli tudi DVD, Hecho en España.
Maja leta 2007, je Mattel izdala prav posebne barbike in sicer barbike z liki iz telenovele Rebelde Mie, Lupite in Roberte. Anahi, Dulce in Maite so bile prve mehičanke, ki so dobile svoje barbike.
Barbike so se prodajale v Mehiki, Združenih Državah in Latinski Ameriki. 28. maja leta 2007 je skupino Donald Trump skupino RBD povabil, da bi nastopili in otvorili največje lepotno tekmovanje na svetu Miss Universe. Ta dogodek je potekal v Auditorio Nacional v Ciudad de México, zapeli pa so venček pesmi iz njihovega četrtega albuma Rebels.
RBD je debitiral tudi v angleščini, z albumom Rebels so v dveh po izdaji Celestial, povečali svojo slavo s pesmijo Tu Amor. Novembra leta 2007, so izdali naslov njihovega novega CD-ja Empezar desde cero in tako izdali njihov prvi singel iz njega, ki nosi naslov Inalcanzable. CD se je izkazal za zelo uspešnega saj je dobil zlato certifikacijo v Mehiki in Braziliji v samo prvem tednu izida, v Španiji je v samo v prvem dnevu prodaje dobil zlato certifikacijo dobili pa so tudi nominacijo za Grammy Latinos kot »Najboljši album, pop duo ali skupina«. Februarja leta 2008 se je začela njihova mednarodna turneja »Empezar Desde Cero Tour«. 24. marca leta 2009, so izdali DVD Live in Brasilia, ki je bil posnet pred več kot 600.000 ljudi.
Po štirih letih uspešne kariere je skupina naznanila razhod v letu 2008, tega leta so naredili še poslovilno turnejo z naslovom Gira del Adiós, nastopili so po vsej Ameriki in Evropi. Marca leta 2009 so izdali še njihov zadnji CD z naslovom Para olvidarte de mí. Novembra leta 209 so izdali še zadnji DVD, Tour do Adeus
Novembra leta 2008 sta Anahi in Dulce Maria sodelovali s Tizianom Ferrero. Skupaj so posneli pesem z naslovom El regalo más grande.

#### 2009–2011: Mi delirio in Dos hogares
Leta 2009 je podpisala pogodbo z založniško hišo EMI. Julija leta 2009 je na podelitvi nagrad Premios Juventud, prvič javnosti pokazala njeno novo pesem Mi Delirio, ki se tudi odlično prodajala na spletni trgovini iTunes Store. Video za pesem je bil posnet 16 oktobra leta 2009 v Los Angelesu, producent tega pa je bil Max Gutiérrez, v prodajo je šel 24 novembra in dobil zlato certifikacijo v Braziliji.
Februarja leta 2010 je mednarodna žirija za dogodek Viña del Mar izbrala Anahi kjer je zapela nekaj svojih največjih hitov iz albuma Mi Delirio, nastop pa je končala s kontroverzno izvedbo pesmi El Me Mintio.
Marca leta 2010, je izdala njen drugi singel z naslovom Me Hipnotizas, ki ga je napisala Gloria Trevi. 7 junija je izšel tudi videospot za to pesem, režiral ga je Ricardo Moreno. Hkrati pa je izdala še eno pesem in sicer Quiero samo za Španijo, video pa je izšel 26. maja. Avgusta leta 2010, je zmagala na Premios Orgullosamente Latino v kategoriji »Canción latina del año« s pesmijo Me Hipnotizas. Novembra leta 2010 je izdala še eno različico CD-ja Mi Delirio, z naslovom Mi Delirio Deluxe Edition, kjer je izšla njena četrta pesem z naslovom Alergico.
Septembra leta 2010, je Anahi dobila 'Premio Arlequín' za njeno kariero kot solistka. Februarja leta 2011, je Anahi dobila glavno vlogo v telenoveli Dos Hogares, ki je v originalu zrežiral in napisal producent Emilio Larrosa. Anahi je dobila nominacijo na Premios TVyNovelas 2012 kot »Najboljša igralka« in kot »Najboljša pesem nadaljevanke« skupaj s Carlosom Poncem.
Marca leta 2011, je Anahi sodelovala z Christianom Chavezom, prvič po razpadu skupine RBD, skupaj sta posnela pesem z naslovom Libertad, ki je izšla na iTunes 12 aprila leta 2011. Maja leta 2011, je bila povabljena s strani MTV Latinoamerica, da bi skupaj z Bryanom Amadeusem, skupino Moderrato in Ale Sergi de Miranda posneli uvodno pesem za telenovelo Popland!, ki nosi naslov Click.
Julija leta 2011, je Anahi izdala pesem z naslovom Dividida, ki je bila tudi glavna pesem nadaljevanke Dos Hogares. Decembra leta 2011, je bila pevka povabljena, da zapoje v duetu z Juanom Gabrielom za njegov novi album saj je pevec praznoval 40 let glasbene kariere, njegov album pa je izšel leta 2012.

#### 2012: Non violence in novi CD
Anahi se je pridružila fundaciji Non Violence, kot nova članica, ki podpira mir po svetu in tako je postala prva mehičanka, ki se je pridružila tej kampanji. Oblikovala je tudi svojo skulpturo in skupaj z njo poslala sporočilo ljubezni in miru Mehiki, Braziliji in ostalemu svetu. Leta 2012, je skupaj z ostalimi svetovnimi člani te kampanje pokazala svojo skulpturo, ki je na koncu pristala na Olimpijskih Igrah v Londonu leta 2012.
Anahi se je pripravljala na novi album. Sodelovala naj bi tudi z raperjem Flo Rida. Novembra leta 2012 je naredila Twitcam kjer je razkrila vse podrobnosti o njem. 4 februarja leta 2013 je izdala svojo novo pesem Absurda. 30. januarja leta 2013, je postala podoba kampanje za Chiapas, pevka je imela slikanje v San Cristobalu de Las Casas, da bi promovirala mesto kot eno izmed največjih turističnih organizacij.

## Zasebno življenje
Preden, da je Anahi vstopila v Clase 406, se je soočala z resnimi motnjami hranjena, ki se imenuja Anoreksija nervoze. Tehtala je okoli 35 kilogarom, hodila pa je v pet različnih centrov za zdravljenje, prav tako je imela oz. obiskala veliko zdravnikov in psihologov po Mehiki. 29 aprila leta 2001, se je pevka z družino vrnila iz počitnic, in se onesvestila, takoj so jo odpeljali v bolnišnico, kjer se ji je srce ustavilo za osem sekund.
11. marca leta 2011, je Anahi preko njenega uradnega Facebook računa pojasnila, da je morala iti na nujno operacijo v bolnišnico v Mexico Cityu. Povedala je tudi, da so zdravniki opravili CT, in ugotovili, da ji primanjkuje kisika v možganih. Zdravniki so ugotivili, da je to glavni razlog za številne težave, ki jih je Anahi imela v zadnjih letih. Razkrila je tudi, da je operacija potekela odlično. Operiral pa jo je mehiški kirurg Raul Perez Infante.
Leta 2003 je Anahi začela hoditi z igralcem Alexom Sirventom. Leta 2004 sta končala. Leta 2005 so Anahi ujeli med strastnim poljubljanjem z igralcem Jaime Camil v restavraciji v Mehiki.
Med snemanji telenovele Rebelde, je Anahi začela hoditi s svojim sodelavcem in igralcem Christopherjem Uckermannom. Razšla sta se leta 2008, hodila pa sta okrog 8 mesecev. Christopher je o njuni zvezi povedal »Ja, sva skupaj in zelo se imava rada.« Leta 2008 je pevka začela hoditi z Rodrigom Ruizom de Teresa. Spoznala sta se preko njegovega prijatelja. Pevka je v enem intervjuju potrdila, da je spet srečno zaljubljena. Leta 2009 sta se razšla. Istega leta pa je revija TVNotas USA javnosti razkrila fotografije Anahi med poljubljanjem s španskim poslovnežem Anuarjem Name. Zveza ni dolgo trajala zaradi razdalje med njima.
Leta 2011 med intervjuju za revijo People en Español je priznala »Dve leti sem že samska, zelo dobro se počutim. Seveda se želim nekega dne poročiti in imeti otroke. Ampak najprej more biti zdravo moje srce.«
Aprila leta 2012 je začela hoditi z guvernerjem mesta Chiapas, Manuelom Velasco Coello. Med intervjujem za revijo Caras Mexico je Anahi priznala, da ga je spoznala preko njenega prijatelja »Obožujem njegove integritete, ker mi je dokazal, da je človek z vrednotami in načeli.« Všeč mi je mesto in njegova ljubezen do mame. Občudujem njegovo moč. ker se nikoli ne preda in se vedno bori za svoje cilje, predvsem pa to, da je dober človek, zelo plemenit in z velikim srcem." Septembra je Manuel povedal v intervjuju, da bo poroka to ali pa naslednje leto v Chiapasu.

## Druge dejavnosti
Julija leta 2009, je Anahi vodila Premios Juventud skupaj z mehičanko Karyme Lozanno in igralcem Juanom Solerjem. Dobila je tudi nagrado za vodenje, prvič pa je predstavila tudi njen novi singel »Mi Delirio«. Oktobra leta 2009 je skupaj z Snoop Dogom podarila nagrado za »Video of the Year« na MTV-ju. Septembra leta 2010 je bila gostja na The Kids Choice Awards kjer je prvič predstavila pesmi Me Hipnotizas, Alergico in Mi Delirio. V letu 2010 je vodila oddajo "Las 15 mejors colaboraciones de la decada 00's, in tam predstavila najboljša sodelovanja v letu 2000.
Anahi je poleg petja znana tudi po skladanju pesmi. Nekaj jih je naredila skupaj z Miguelom Blasom, Gil Cerezo in Ulises Lozano, skupaj so naredili pesem Mi Delirio kot tudi večino albuma. Skupaj z Amerika Jimenez in Antonio Rayo je naredila pesem »Que mas Da« skupaj z Cluadio Brant pa pesem »Te puedo escuchar« in pa " Pobre tu Alma" 
Skupaj z Richardom Harissom y Facundo Montyem je sodelovala pri pesmi Gira la Vida. Za Edición Deluxe CD pa je sodelovala skupaj z Noelom Schajrisem pri pesmi Alergico. Anahi je napisala pesem Aleph za knjigo Aleph, brazilskega pisatelja Paula Coelha. V letu 2011 je Anahi sestavila tudi glavno pesem za nadaljevanko Dos Hogares.
V letu 2012, je sodelovala skupaj z Noel Schajrisem in Claudio Brant za njeno novo pesem Absurda, ki je bila izdana 4. februarja leta 2013.

## Poslovne aktivnosti
Leta 2006 je Anahi odprla svoj prvi botik oblačil v nakupovalnem centru v Mexico Cityu. S pomočjo svojih kolegov iz skupine RBD, je Anahi prerezala trak in odprla trgovino. Trgovina je vsebovala veliko oblačil in dodatkov, ki nosijo njeno ime. V novembru leta 2006 so sporočili, da je prodala že več kot 50.000 $ blaga. Marca leta 2007 se je pevka odločila, da zapre svojo trgovino. Kmalu potem odprla svojo spletno trgovino z imenom Anahi World, ki je imela oblačila po meri in veliko drugih artiklov.
Leta 2011, je Anahi podpisala pogodbo z Aviesto v Mehiki, in tako postala direktorica mode kjer je preko spletne strani prodajala različne izdelke, njen cilj je bil, da to razširi še v druge države. 25 aprila leta 2012, je izdala svojo linijo obutve, torbice in virtualno trgovino v kateri je delila V.I.P vstopnice gostom, medijem in fanom.
V letu 2011 je Anahí je postal del Aviesta skupina v Mehiki, ki je postala njegova moda režiser, s strani za spletno prodajo, njegov cilj je bil razširiti v druge države.25. april 2012, je potekal uradni začetek svojo linijo obutve, torbic in virtualno trgovino, na zabavi gostuje na Obelisco Polanco, Mexico, v katerem je delil z VIP gostov, medijev in mnogih oboževalcev 82 83
Podrli smo rekord v prodaji v samo treh mesecih zato bom sedaj odprla še več trgovin, v ZDA in Braziliji in upam, da kmalu tudi drugod. Želim se zahvaliti mojim posebnim gostom, saj so zelo pomembni ljudje, in jih zelo občudujemo. Danes je praznik vseh nas, moji prijatelji hvala vsem, ki ste verjeli vame. 
Anahí,v zvezi z izdajo Avieste, 2012.
Anahi je podrla rekord v prodaji v prvih treh mesecih, saj je v pičlih 7 mesecih prodala za več kot 2 milijona dolarjev v čevljih. V Avgustu leta 2012, je Aviesta začela obratovati tudi v ZDA. V letu 2012 je Anahi preko Twittcama razkrila, da bo leta 2013 izšla njena kozmetična linija, vendar izdelki niso bili razkriti. Marca leta 2013, je razkrila ime, BE by ANAHI, ki je linija lakov za nohte.
V reviji Glamour Latinoamerica je razkrila imena in barve izdelkov. Imena so »Rebelde«, »Delirio«, »Absurda«, »Click«, »Hipnotico« in »Salvame«, to so tudi imena njenih najbolj uspešnih pesmi. 16. julija 2013 se je začela predprodaja v Mehiki. 20 Oktobra leta 2013, pa je pevka sporočila preko Twitterja, da zaradi drugih projektov ne more biti več direktorica mode na Aviesti.

## Humanitarne akcije
Po tem, ko je bolehala za Anoreksijo se je Anahi odločila, da bo sodeovala v različbih kampanjah in oddajah, da bi delila to izkušnjo z mladimi, ki gredo skozi podobno situacijo. Oktobra leta 2008 je s podporo Televisa sodelovala z Secretaria de Salud, in začela s kampanjo »Si Yo puedo, Tu Tambien«, kjer je pomagala najstnikom z motnjami hranjenja. Ta Kampanja je vključevala promocijske, ki so se kmalu začele širiti. Anahi je povedala, da je že načrtovala promocije te kampanje, kjer poziva tiste, ki trpijo za strokovni pristop. Poleg tega ima ta kampanja več kot 80 državnih ekip usposobljenih za oskrbo, kot tudi različne zdravstvene centre.
Maja leta 2009, je Anahi sodelovala v kampanji »Mexicanas, Mujeres de Valor« kjer si prizadevajo in spodbujajo enakost spolov in spoštovanje prek sporočil, ki spodbujajo socialni mir, enotnost družine in ponos. Anahi je imela tudi koferenco v Monterreyu z otroki, ki so imeli anoreksijo in bulimijo in, ki so imeli enake probleme kot ona. Anahi je otrokm predavala v »Instituto Estatal de la Juventud« udeležilo se ga je več kot 700 otrok, ki so želeli slišati zgodbo o pevki. Avgusta leta 2009, je Anahi organizirali mini serijo koncertov z imenom »Anahi Promo Tour« med enim intervjujem z brazilsko revijo Capricho, je razkrila, da je denar za vstopnice šel za različne reševalne organizacije.
»Vstopnice, ki ste jih kupili oz. denar, ki smo ga dobili smo dali na ček ta ček pa smo poslali različnim ustanovam, zelo sem ponosna, da ste mi dali toliko ljubezni in naklonjenosti in sedaj s skupnimi močmi pomagamo reševati druga življenja. To je nekaj najlepšega.« 
      Anahi za revijo Capricho 
19 februarja leta 2010, je sodelovala na šesti izdaji XPO Joven, glavna tema je bila »Tu eres el cambio«. prireditev je potekala v Centro konvencije v Chihuahua v kateri je Anahi pripovedovala svoje izkušnje in o tem kako je utrpela zastoj srca zaradi različnih motenj. Marca leta 2010, je Anahi naredila 3 koncerte v Montereyu, Guadalajari in Cuidad de Mexico, kjer je dobljeni denar donirala žrtvam potresa v Chilu. Julija leta 2010 je Anahi podarila svoja krila, ki jih je uporabljala na koncertih RBD, in jih dala na dražbo zbranih sredstev za žrtve orkana Alex. Oktobra leta 2010, se je predstavila na »Cantémosle a Veracruz«, ki sta ga organizirala Claudia Lizaldi in Sergio Berger, kjer so zbirali sredstva v korist žrtvam orkana Karla, ki je prizadel Mehiko. Oktobra leta 2010 je Anahi naredila večerij in kosil v Braziliji za oboževalce, zbrani denar je šel za organizacije, ki se borijo za motnjami hranjenja. Pevka je argumentirala »Zelo sem vesela, da sem lahko danes z vami in hvala, ker ste prišli. Vi veste, da poleg petja in igralstva najbolj ljubim to, da lahko pomagam osebam, ki imajo enake probleme, kot sem jih imela jaz šest let.«
Anahi se je predstavila na kar nekaj prireditvah Teletona, ki spodbuja telesno rehabilitacijo invalidov, spodbuja kulturo povezovanja in sodelovanja, ter poskuša zbrati denar za pomoč ustanovitev rehabilitacijskih centrov za otroke z različnimi in posebnimi potrebami. 6. februarja leta 2010 se je Anahi predstavila na Teletón de Ecuador, decembra leta 2011 pa na Teletón México
Marca leta 2011, je Anahi sodelovala pri projektu za pomoč žrtvam dvojne naravne katastrofe in jedrske krize na Japonskem. Njena pesem Alergico je bila vključena v albumu Voces por Japon, ki je imela dva albuma. Zbrala je veliko pomembnih tem in veliko pomembnih umetnikov, ki so bili združeni za eno »Pomagati žrtvam potresa in cunamija na Japonskem.«  Septembra leta 2011, je National Geographic predstavil originalno proizvodnjo »Obsesión: cuerpos que gritan«, ki je bila posneta v Latinski Ameriki, in beleži pričevanja ljudi, ki trpijo v svojem telesu in poskušajo najti rešitev. Anahi je v tej mini seriji govorila o peklu, ki je živela pet let z anoreksijo in kako je to bolezen na koncu tudi premagala. Leta 2011 je Anahi posodila svoj glas eni kampanji za ženske, kjer so odprli brezplačno linijo za pomoč zlorabljenim ženskam.
6 oktobra leta 2010 se je pridružila fundaciji Non Violence. Ta kampanja širi mir po svetu, in tako je Anahi postala prva latinoameričanka, ki se je pridružila tej kampanji. Naredila je tudi svojo skulpturo in skupaj z njo pošiljala sporočila Mehiki in Braziliji sporočila o ljubezni in miru. Leta 2012 je skupaj z drugimi člani svojo skulptura predstavila na Olimpijskih igrah v Londonu. 3 januarja leta 2013 je Anahi skupaj s predsednico DIF Estatal, Leticio Coello obdarila otroke z darili v Parque Bicentario, kjer so praznovali Dan Otr

### Solo albumi in singli
- Hoy es Mañana
- Anclado en mi Corazón
- Baby Blue
- Una Rebelde en Solitario
- Mi delirio
- Inesperado

### Z RBD
Studijski albumi
- Rebelde
- Rebelde (brazilska izdaja)
- Nuestro Amor
- Nosso Amor (brazilska izdaja)
- Celestial
- Celestial (brazilska izdaja)
- Rebels (ameriška izdaja)
- Empezar Desde Cero
- Para olvidarte de mi

Albumi v živo
- Tour Generación RBD en Vivo
- Live in Hollywood
- Live in Rio
- RBD La Família

## Filmografija

### Telenovele
- Dos Hogares (Angélica Estrada) (2011–2012)
- Rebelde (Mía Colucci)(2004–2006)
- Clase 406 (Jessica Riquelme) (2002–2003)
- Primer amor... a mil por hora (Giovana) (2000–2001)
- Mujeres engañadas (Jessica Duarte) (1999–2000)
- Maria esta muy bonita (Maria)(1999–2003)
- El diario de Daniela (Adela Monroy) (1998–1999)
- Vivo por Elena  (Talita) (1998)
- Mi pequeña traviesa (Samantha) (1997)
- Tu y yo (Melissa) (1996–1997)
- Alondra (Margarita) (1994–1995)
- Ángeles sin paraíso (Claudia) (1992–1993)
- Muchachitas (Betty) (1991–1992)
- La Pícara Soñadora (prodajalka) (1991)
- Madres Egoístas  (Gaby) (1990–1991)
- Carrusel (Paty) (1988–1989)
- Cicatrices del Alma (Natalia) (1986–1999)

### Ostale serije
- RBD: La Familia
- Hora marcada
- Dr. Cándido Pérez
- Papá soltero
- Mujer, casos de la vida real
- Chiquilladas
- Inesperado amor
- Ayúdame compadre
- Había una vez una estrella
- El ganador
- Nacidos para morir
- Asesinato a sangre fría
- No me defiendas compadre
- Tarde azul
- Nunca me dejes

### Filmi
- Inesperado amor (1999)
- Ayúdame compadre (1992)
- Habia una vez una estrella (1989)
- El ganador (1987)
- Nacidos para morir
- Asesinato a sanfre fría
- No me defiendas compadre
- Tarde azul
- Luna de Cristal
- ¿Dónde fue mi sacapuntas?
- El diário de una princesa

### Gledališke igre
- Ricitos de oro
- Los extraterrestres
- El soldadito de plomo
- Tenemos que casar a Papá y Tom Sawyer